# ふく面ワールドリーグ戦
ふく面ワールドリーグ戦（ふくめんワールドリーグせん）は、みちのくプロレスが開催している覆面レスラーによるシングルマッチのリーグ戦。第4回以降はトーナメント戦「ふく面ワールドリーグ戦〜決勝トーナメント〜（ふくめんワールドリーグせん〜けっしょうトーナメント〜）」として開催している。これは第3回までの形式(空調設備が整わない地方の体育館をサーキットする真夏の総当たりリーグ戦)で負傷欠場によるリタイヤをせざるを得ない選手が多かった事から、過酷なシリーズ環境を鑑みた結果の対策だった。

## 概要
- 4年に1回（4で割って3で余る年）、世界各国から多数の選手が出場している大会。
- 元になったのは漫画「タイガーマスク」の劇中で開催している「覆面ワールドリーグ戦」。
- 第1回の大会名は「覆面ワールドリーグ戦」だったが主催者のザ・グレート・サスケによる提案で第2回から大会名が「ふく面ワールドリーグ戦」になっている。
- 第1回から第3回まではリーグ戦のスケジュールが4週間から5週間にも及んで真夏の時期に休みをほとんど挟むことなく行われる過酷なリーグ戦であるため、リーグ戦の途中から怪我に悩まされる選手も少なくなかった。
- 第1回から第3回までは最下位の選手がマスクを脱がなければならなかったが第4回から廃止になっている。
- 第4回からトーナメント戦に変更したのは開催場所の減少、長期間に渡る連日の選手参戦などから興行自体が極めて困難となったためと思われる。

## 覆面ワールドリーグ戦

### 第1回（1995年）
ルール
- 時間 : 30分1本勝負
- 得点 : 勝ち2点、引き分け1点、負け0点、両者リングアウト0点
- 決勝 : 上位2人で優勝決定戦を行う。同点などで3人以上となった場合は優勝決定戦の日に優勝決定戦進出者決定戦を行って優勝決定戦を行う2人を決める。
- 最下位 : 最少得点選手は優勝決定戦の日にマスクを脱がなければならない。同点選手が複数の場合は最下位決定戦を行なって決める。

日程
- 1995年7月27日 - 8月25日（全28大会）

会場
- 矢巾町民総合体育館（開幕戦）、青森県営体育館（最終戦）、他

出場選手
| 選手                 | 出身国   | 1 | 2 | 3 | 4 | 5 | 6 | 7 | 8 | 9 | 10 | 得点 |        |
| -------------------- | -------- | - | - | - | - | - | - | - | - | - | -- | ---- | ------ |
| ザ・グレート・サスケ | 日本     | - | ○ | ○ | ○ | × | ○ | ○ | ○ | ○ | ×  | 14   | 準優勝 |
| スペル・デルフィン   | 日本     | × | - | ○ | × | ○ | ○ | ○ | ○ | × | ○  | 12   |        |
| ドス・カラス         | メキシコ | × | × | - | ○ | ○ | ○ | ○ | ○ | ○ | ○  | 14   | 優勝   |
| ゴルゴダ・クロス     | アメリカ | × | ○ | × | - | × | × | × | × | × | ○  | 4    | 最下位 |
| ザ・コンビクト       | アメリカ | ○ | × | × | ○ | - | ○ | × | × | ○ | ○  | 10   |        |
| ザ・キングス・クロス | イギリス | × | × | × | ○ | × | - | ○ | × | ○ | ○  | 8    |        |
| ザ・バンピート       | カナダ   | × | × | × | ○ | ○ | × | - | ○ | ○ | ×  | 8    |        |
| グラン・シーク       | 中近東   | × | × | × | ○ | ○ | ○ | × | - | × | ○  | 8    |        |
| モンゴリアン勇牙     | モンゴル | × | ○ | × | ○ | × | × | × | ○ | - | ○  | 8    |        |
| 愚乱・浪花           | 日本     | ○ | × | × | × | × | × | ○ | × | × | -  | 4    |        |

## ふく面ワールドリーグ戦

### 第2回（1999年）
ルール
- 時間 : 20分1本勝負
- 得点 : 勝ち2点、引き分け1点、負け0点、両者リングアウト0点
- 決勝 : 上位3人、前回優勝者のドス・カラスを加えた4人で決勝トーナメントを行う。
- 最下位 : 最少得点選手は優勝決定戦の日にマスクを脱がなければならない。同点選手が複数の場合は最下位決定戦を行なって決める。

日程
- 1999年7月17日 - 8月22日（全32大会）

会場
- 矢巾町民総合体育館（開幕戦）、ニューワールド仙台テニスクラブ（最終戦）、他

出場選手
| 選手                    | 出身国     | 1                        | 2                        | 3                        | 4                        | 5                        | 6                        | 7                        | 8                        | 9                        | 得点                     |         |
| ----------------------- | ---------- | ------------------------ | ------------------------ | ------------------------ | ------------------------ | ------------------------ | ------------------------ | ------------------------ | ------------------------ | ------------------------ | ------------------------ | ------- |
| ザ・グレート・サスケ    | 日本       | -                        | ●                        | △                        | ○                        | □                        | ○                        | ●                        | ○                        | ○                        | 11                       | ベスト4 |
| 愚乱・浪花              | 日本       | ○                        | -                        | 〇                       | ○                        | □                        | □                        | ■                        | ○                        | ○                        | 14                       |         |
| タイガーマスク（4代目） | 日本       | △                        | ●                        | -                        | ○                        | □                        | □                        | ●                        | ○                        | ○                        | 13                       | 優勝    |
| スーパー・ボーイ        | アメリカ   | ●                        | ●                        | ●                        | -                        | □                        | □                        | ●                        | ○                        | ○                        | 8                        |         |
| ブラック・ウォリアー    | メキシコ   | ■                        | ■                        | ■                        | ■                        | -                        | ▲                        | ○                        | ■                        | ■                        | 2                        |         |
| ダートバイク・キッド    | イギリス   | ●                        | ■                        | ■                        | ■                        | ▲                        | -                        | ■                        | ■                        | ■                        | 0                        |         |
| カレーマン              | インド     | ○                        | □                        | ●                        | ○                        | ●                        | □                        | -                        | ○                        | ○                        | 12                       | ベスト4 |
| ホワイト・ベアー        | ロシア     | ●                        | ●                        | ●                        | ●                        | □                        | □                        | ●                        | -                        | ○                        | 6                        |         |
| ダッコchan              | 南アフリカ | ●                        | ●                        | ●                        | ●                        | □                        | □                        | ●                        | ●                        | -                        | 4                        | 最下位  |
| ドス・カラス            | メキシコ   | 決勝トーナメントのみ出場 | 決勝トーナメントのみ出場 | 決勝トーナメントのみ出場 | 決勝トーナメントのみ出場 | 決勝トーナメントのみ出場 | 決勝トーナメントのみ出場 | 決勝トーナメントのみ出場 | 決勝トーナメントのみ出場 | 決勝トーナメントのみ出場 | 決勝トーナメントのみ出場 | 準優勝  |

### 第3回（2003年）
ルール
- 時間 : 30分1本勝負
- 得点 : 勝ち2点、引き分け1点、負け0点、両者リングアウト0点
- 決勝 : 上位2人で優勝決定戦を行う。同点などで3人以上となった場合は優勝決定戦の日に優勝決定戦進出者決定戦を行って優勝決定戦を行う2人を決める。
- 最下位 : 最少得点選手は優勝決定戦の日にマスクを脱がなければならない。同点選手が複数の場合は最下位決定戦を行なって決める。

日程
- 2003年7月20日 - 8月24日（全28大会）

会場
- 矢巾町民総合体育館（開幕戦）、産業見本市会館（最終戦）、他

出場選手
| 選手                 | 出身国       | 1 | 2 | 3 | 4 | 5 | 6 | 7 | 8 | 9 | 10 | 得点 |        |
| -------------------- | ------------ | - | - | - | - | - | - | - | - | - | -- | ---- | ------ |
| ザ・グレート・サスケ | 日本         | - | ● | ○ | ● | ■ | ○ | ■ | ■ | ○ | ○  | 8    |        |
| ケンドー・カシン     | 日本         | ○ | - | ● | ○ | ○ | ○ | ○ | ○ | ○ | ○  | 16   | 準優勝 |
| 死国衛門三郎         | 日本         | ● | ○ | - | ● | ○ | ○ | ○ | ○ | ○ | ○  | 14   |        |
| アトランティス       | メキシコ     | ○ | ● | ○ | - | ○ | ○ | ○ | ○ | ● | ○  | 14   | 優勝   |
| イホ・デ・アニバル   | メキシコ     | □ | ● | ● | ● | - | ● | ○ | ○ | ● | ●  | 6    |        |
| ステルス             | アメリカ     | ● | ● | ● | ● | ○ | - | ○ | ○ | ● | ○  | 8    |        |
| ツタンカーメンVIII世 | エジプト     | □ | ● | ● | ● | ● | ● | - | ○ | ● | ●  | 4    |        |
| サマー・サンタ       | フィンランド | □ | ● | ● | ● | ● | ● | ● | - | ● | ●  | 2    | 最下位 |
| スーパー・モアイ     | チリ         | ● | ● | ● | ○ | ○ | ○ | ○ | ○ | - | ▲  | 10   |        |
| ジャワ原人           | インドネシア | ● | ● | ● | ● | ○ | ● | ○ | ○ | ▲ | -  | 6    |        |

## ふく面ワールドリーグ戦〜決勝トーナメント〜

### 第4回（2007年）
実行委員長は清水勉（元週刊ゴング編集長）、開幕戦での開会宣言はハヤブサ。
ルール
- 時間 : 無制限1本勝負（両者リングアウト、反則決着は再試合）

日程
- 2007年8月30日（1回戦）、9月1日（2回戦）、9月2日（準決勝、決勝）

会場
- 後楽園ホール、Zepp Sendai、岩手県営体育館

出場選手
| 選手                    | 出身国   | 組合 |            |
| ----------------------- | -------- | ---- | ---------- |
| タイガーマスク（4代目） | 日本     | A    | 優勝       |
| アトランティス          | メキシコ | E    | 準優勝     |
| タイガースマスク        | 日本     | C    | 準決勝敗退 |
| 義経                    | 日本     | G    | 準決勝敗退 |
| オリンピコ              | メキシコ | B    | 2回戦敗退  |
| ウルティモ・ドラゴン    | 日本     | D    | 2回戦敗退  |
| エル・サムライ          | 日本     | F    | 2回戦敗退  |
| 獣神サンダー・ライガー  | 日本     | H    | 2回戦敗退  |
| 菊タロー                | 日本     | A    | 1回戦敗退  |
| スペル・シーサー        | 日本     | B    | 1回戦敗退  |
| ラッセ                  | 日本     | C    | 1回戦敗退  |
| ザ・グレート・サスケ    | 日本     | D    | 1回戦敗退  |
| スペル・デルフィン      | 日本     | E    | 1回戦敗退  |
| メカマミー              | 日本     | F    | 1回戦敗退  |
| しばてん                | 日本     | G    | 1回戦敗退  |
| ビリーケン・キッド      | 日本     | H    | 1回戦敗退  |

アルファベットは初戦は記号同士で決勝より「A-B」、「C-D」、「E-F」、「G-H」、準決勝より「A-C」、「E-G」の組合わせとなる。

### 第5回（2012年）
開催年になる2011年は東北地方太平洋沖地震（東日本大震災）並びに福島第一原子力発電所での福島第一原子力発電所事故の影響で中止を余儀なくされる。実行委員長は清水勉（元週刊ゴング編集長）、開幕戦での開会宣言はハヤブサ。
ルール
- 時間 : 無制限1本勝負（両者リングアウト、反則決着は再試合）

日程
- 2012年8月31日（1回戦）、9月1日（2回戦）、9月2日（準決勝、決勝）

会場
- 後楽園ホール、仙台産業展示館、岩手県営体育館

出場選手
| 選手                        | 出身国   | 組合 |            |
| --------------------------- | -------- | ---- | ---------- |
| ザ・グレート・サスケ        | 日本     | F    | 優勝       |
| 獣神サンダー・ライガー      | 日本     | D    | 準優勝     |
| 怪人ハブ男                  | 日本     | B    | 準決勝敗退 |
| ウルティモ・ドラゴン        | 日本     | G    | 準決勝敗退 |
| エル・ソラール              | メキシコ | A    | 2回戦敗退  |
| ザ・グレート・ゼブラ        | 不明     | C    | 2回戦敗退  |
| ヒート                      | 日本     | E    | 2回戦敗退  |
| ラッセ                      | 日本     | H    | 2回戦敗退  |
| K-ness.                     | 日本     | A    | 1回戦敗退  |
| シーサー王                  | 日本     | B    | 1回戦敗退  |
| エル・サムライ              | 日本     | C    | 1回戦敗退  |
| 獅龍                        | 日本     | D    | 1回戦敗退  |
| タイガースマスク            | 日本     | E    | 1回戦敗退  |
| ビジャノ4号                 | メキシコ | F    | 1回戦敗退  |
| ブラック・タイガー（5代目） | 日本     | G    | 1回戦敗退  |
| 剣舞                        | 日本     | H    | 1回戦敗退  |

アルファベットは初戦は記号同士で決勝より「A-B」、「C-D」、「E-F」、「G-H」、準決勝より「B-D」、「F-G」の組合わせとなる。

### 第6回（2016年）
実行委員長は清水勉（元週刊ゴング編集長）。
ルール
- 時間 : 無制限1本勝負（両者リングアウト、反則決着は再試合）

日程
- 2016年9月16日（1回戦）、9月17日（2回戦）、9月18日（準決勝）、9月19日（決勝）

会場
- 後楽園ホール、東区プラザ、仙台ジョイテルホテル、矢巾町民総合体育館

出場選手
| 選手                      | 出身国         | 組合 |            |
| ------------------------- | -------------- | ---- | ---------- |
| カリスティコ              | メキシコ       | E    | 優勝       |
| レボルシオン              | キューバ       | B    | 準優勝     |
| 剣舞                      | 日本           | D    | 準決勝敗退 |
| SUGI                      | 日本           | G    | 準決勝敗退 |
| スーパータイガー（2代目） | 日本           | A    | 2回戦敗退  |
| アズラ                    | タイ           | C    | 2回戦敗退  |
| エイサー8                 | 日本           | H    | 2回戦敗退  |
| ジャッキー・リン          | 中国           | F    | 2回戦敗退  |
| マクシムス                | イタリア       | A    | 1回戦敗退  |
| アルゴス                  | メキシコ       | B    | 1回戦敗退  |
| がばいじいちゃん          | 日本           | C    | 1回戦敗退  |
| ラッセ                    | 日本           | D    | 1回戦敗退  |
| サンバ・リオデジャネイロ  | ブラジル       | E    | 1回戦敗退  |
| ウォーキング・ザ・マミー  | エジプト       | F    | 1回戦敗退  |
| レプラコーン              | アイルランド   | G    | 1回戦敗退  |
| オーストラリアン・ウルフ  | オーストラリア | H    | 1回戦敗退  |

アルファベットは初戦は記号同士で決勝より「A-B」、「C-D」、「E-F」、「G-H」、準決勝より「B-D」、「E-G」の組合わせとなる。

### 第7回（2024年）
開催年になる2020年は新型コロナウイルスの蔓延による影響で中止を余儀なくされる。実行委員長は清水勉（元週刊ゴング編集長）、実行委員は新崎人生。また、初の女子選手が出場している。
ルール
- 時間 : 無制限1本勝負（両者リングアウト、反則決着は再試合）

日程
- 2024年10月11日（1回戦）、10月12日（準決勝）、10月13日（決勝）

会場
- 後楽園ホール、仙台ヒルズホテル、矢巾町民総合体育館

出場選手
| 選手                             | 出身国       | 組合 |            |
| -------------------------------- | ------------ | ---- | ---------- |
| Aブロック                        |              |      |            |
| 剣舞                             | 日本         | D    | 準優勝     |
| ビオレント・ジャック             | メキシコ     | B    | 準決勝敗退 |
| ミスター・アメリカ               | アメリカ     | A    | 2回戦敗退  |
| サイゴン・ゲレーロ               | ベトナム     | C    | 2回戦敗退  |
| グラス・アミ                     | 台湾         | A    | 1回戦敗退  |
| ナギナタ                         | ドミニカ     | B    | 1回戦敗退  |
| テンクア                         | オランダ     | C    | 1回戦敗退  |
| 闘狂ガネーシャ                   | インド       | D    | 1回戦敗退  |
| Bブロック                        |              |      |            |
| エル・パンテーラJr.              | メキシコ     | G    | 優勝       |
| ザ・グレート・サスケ             | 日本         | E    | 準決勝敗退 |
| ストロングマシーン・J            | 日本         | F    | 2回戦敗退  |
| イホ・デル・アレブリヘ           | メキシコ     | H    | 2回戦敗退  |
| TiiiDA                           | 日本         | E    | 1回戦敗退  |
| 山谷林檎🍎                       | 日本         | F    | 1回戦敗退  |
| ラ・エストレージャ               | 日本         | G    | 1回戦敗退  |
| ラ・コラソン・タンゴ（女子選手） | アルゼンチン | H    | 1回戦敗退  |

アルファベットは初戦は記号同士、2回戦から「A-B」、「C-D」、「E-F」、「G-H」。準決勝はAブロック「B-D」、Bブロック「F-G」の組合わせとなる。

## 映像商品

### VHS
- 覆面ワールドリーグ戦 上巻（1995年）
- 覆面ワールドリーグ戦 下巻（1995年）

### DVD
- 第4回ふく面ワールドリーグ戦〜決勝トーナメント〜（2007年）
- ふく面ワールドリーグ戦 ベストセレクション（2007年）
- 第5回ふく面ワールドリーグ戦〜決勝トーナメント〜（2012年）
- ふく面ワールドリーグ戦 スーパーセレクション（2012年）
- 第6回ふく面ワールドリーグ戦〜決勝トーナメント〜（2016年）
- 第7回ふく面ワールドリーグ戦〜決勝トーナメント〜（2025年）